# Ophraella nuda
Ophraella nuda är en skalbaggsart som beskrevs av Lesage 1986. Ophraella nuda ingår i släktet Ophraella och familjen bladbaggar. Inga underarter finns listade i Catalogue of Life.